# Waterwerk (straat)
Waterwerk is een straat in Rotterdam, gelegen in de wijk De Esch, met 66 energiezuinige houtskeletbouw-woningen. Het Waterwerk grenst aan het park de Oude Plantage, aan de Watertoren De Esch en aan de rivier de Maas.
De naam van de straat verwijst naar de twee voormalige reinkelders (oorspronkelijk opslag ten behoeve van gezuiverd water) die bij de aanleg van de straat de fundering vormden voor de woningen die in 1984 gebouwd werden op deze locatie. De betonnen steunpilaren in de kelders zijn maatgevend voor de breedte van de woningen.

## Geschiedenis
In 1981 werd voor het voormalige drinkwaterterrein DWL en de aangrenzende polder een bestemmingsplan ontworpen voor de bouw van 2500 woningen, verdeeld over drie projecten waaronder een proefproject met energiezuinige woningen die op de drinkwaterkelders gebouwd moesten worden. De kelders zouden als opslagruimte dienen voor zonne-energie door ze met water te laten vollopen en de warmte, verkregen in de zomer, te hergebruiken in de winter.
In 1982 schreef de gemeente Rotterdam een ontwerpprijsvraag uit voor deze energiezuinige woningen. Het winnende ontwerp kwam van architectenbureau Jacob van Ringen en bestond uit drie stroken met eengezinswoningen in houtskeletbouw. De huizen werden in 1984 opgeleverd. In samenspraak met de uitvoerende partij, bouwonderneming Wilma, werd uiteindelijk niet gekozen om de voormalige kelders vol te laten lopen met water, maar er werd besloten tot een goedkopere en minder onderhoudsgevoelige oplossing in de vorm van het gebruik van hout, luchtdichte isolering en toepassing van speciale zonnepanelen.

## Kenmerken woningen
De gunstige ligging - hoog en gericht op het zuiden - maakten de 66 woningen uitermate geschikt voor het plaatsen van zonnecollectoren op de zuidgevel. Voor 70% werd de gevel bedekt met een Trombewand, vernoemd naar dr. Felix Trombe, een pionier op het gebied van zonne-energie en ooit directeur van het Frans Nationaal laboratorium voor Zonne-energie. De Trombewand houdt zonnewarmte vast en geeft dit af aan de ventilatielucht in de woningen. De huizen hebben van origine een luchtverwarmingssysteem dat deze warmte vervolgens gebruikt. Door de gevel onder een hoek te plaatsen werd de opvang van het zonlicht bovendien vergroot. Zo ontstond de 'zonnewoning' met de typische schuine gevel. Deze energiezuinige en goed geïsoleerde woningen waren voor die tijd een heel nieuw concept.

## Reinwaterkelders
Voor de opslag van het reeds gezuiverde water was het voormalige drinkwaterleidingterrein te Rotterdam in 1908 uitgebreid met een ondergrondse reinwaterkelder. In 1938 en 1957 werden twee nieuwe reinwaterkelders gebouwd. Hiervoor werd een gedeelte van het haventje gedempt en kon de opslagcapaciteit tot ruim 50 miljoen liter worden uitgebreid. 
Op het dak van de bijna 7 meter hoge kelders uit 1938 en 1957 werden in 1984 de energiezuinige woningen van J. van Ringen gebouwd. De maat van deze lichte, houten woningen is afgestemd op de kolommen die het dak van deze kelders ondersteunden. Door de zwaardere fundering van de derde reinwaterkelder konden bij deze woningen ook tuinen worden aangelegd. 
De kelder uit 1908 is in 1987 gesloopt om plaats te maken voor een bejaardenflat naar een ontwerp van E. Bakema. De twee andere kelders , onder de woonhuizen van Waterwerk zijn nog intact en min of meer toegankelijk. 

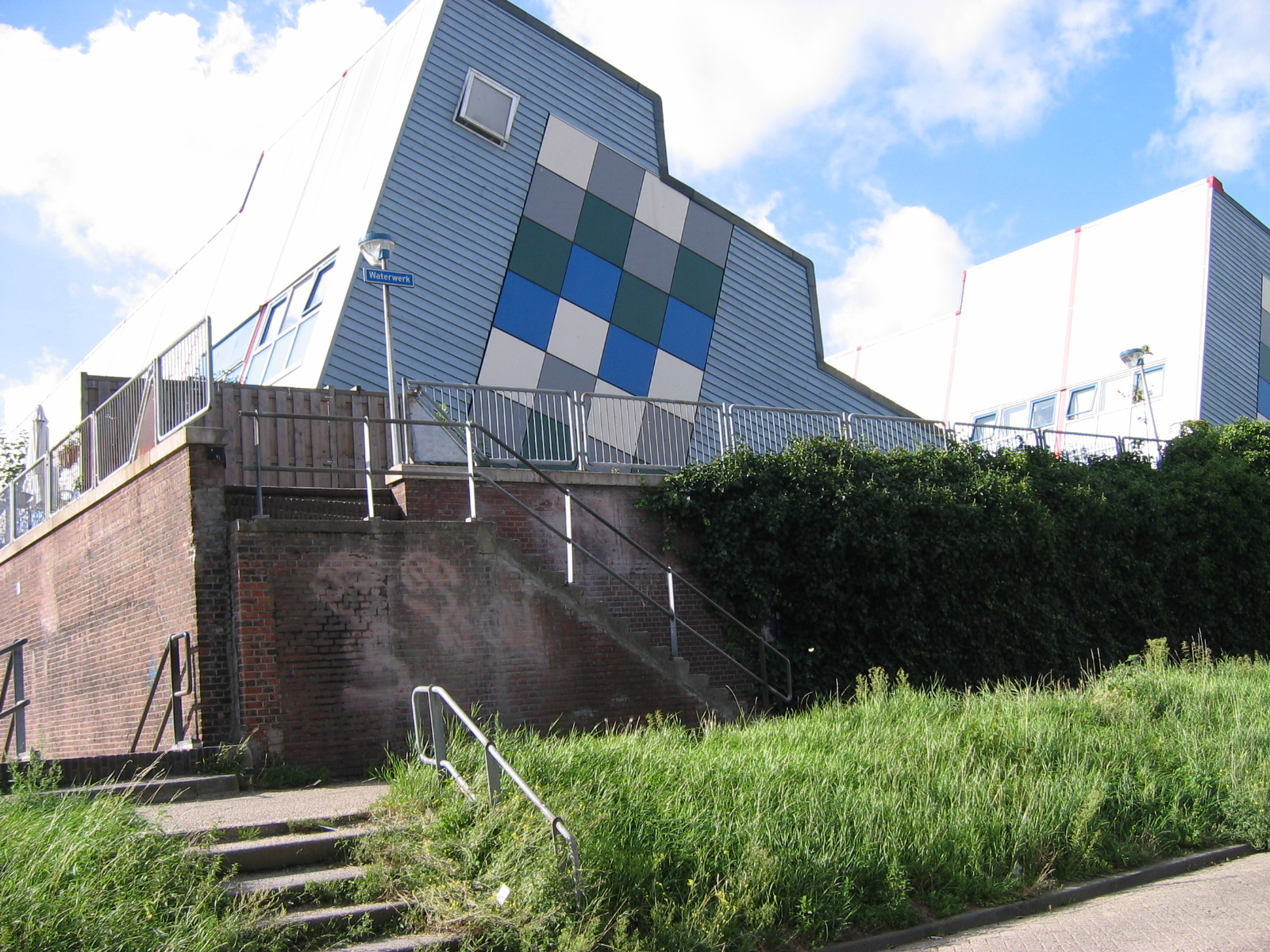
Zij-aanzicht
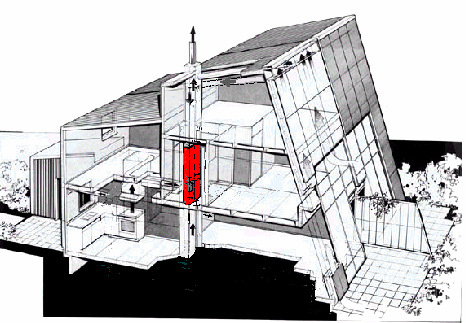
Doorsnede Zonnewoning
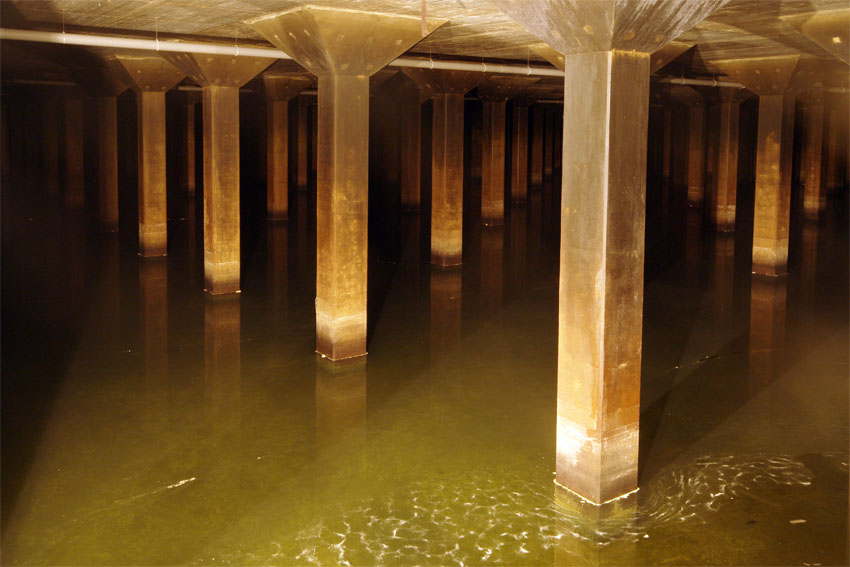
Reinwaterkelder, het fundament voor het Waterwerk
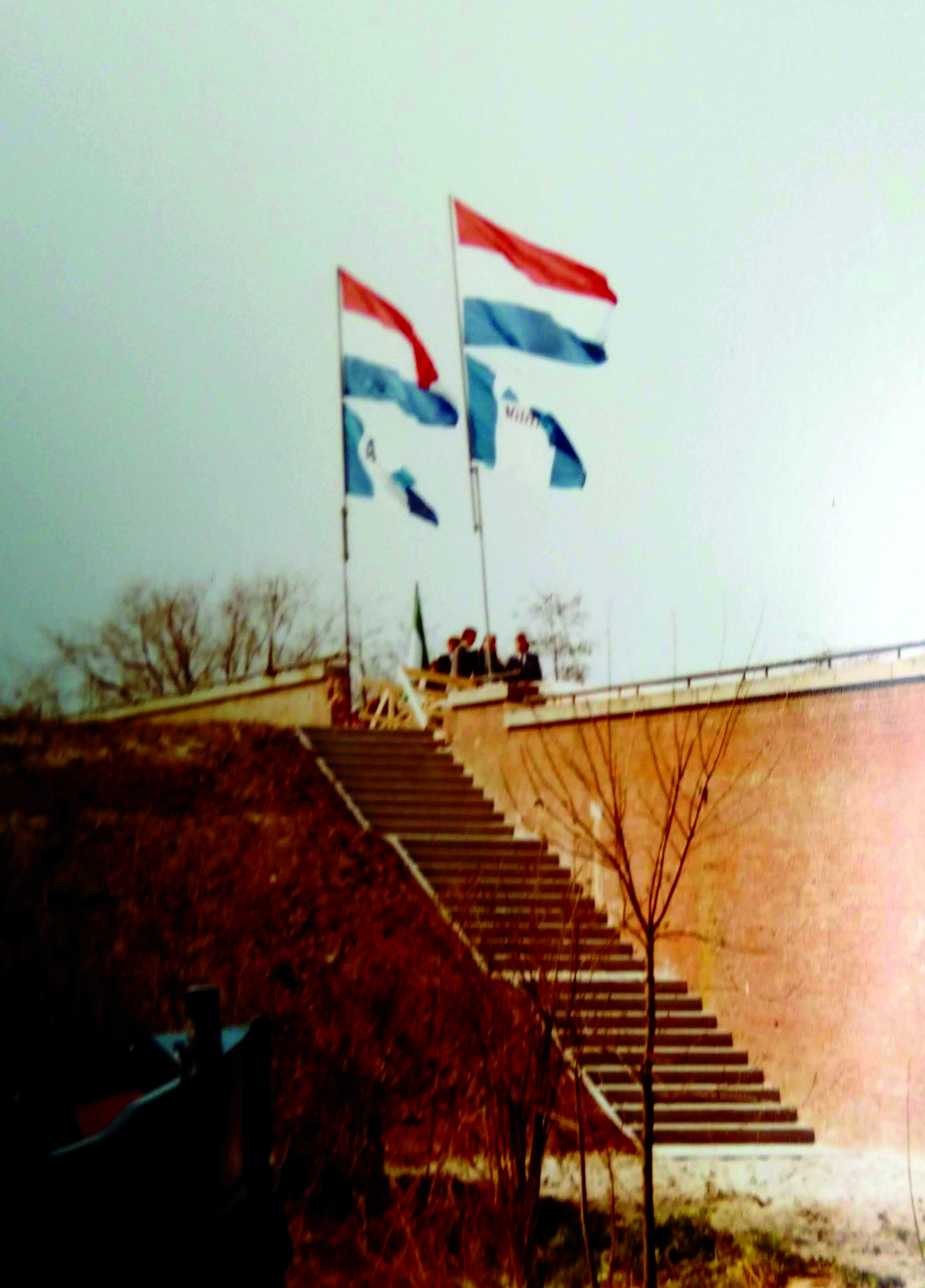
Start bouw in 1984
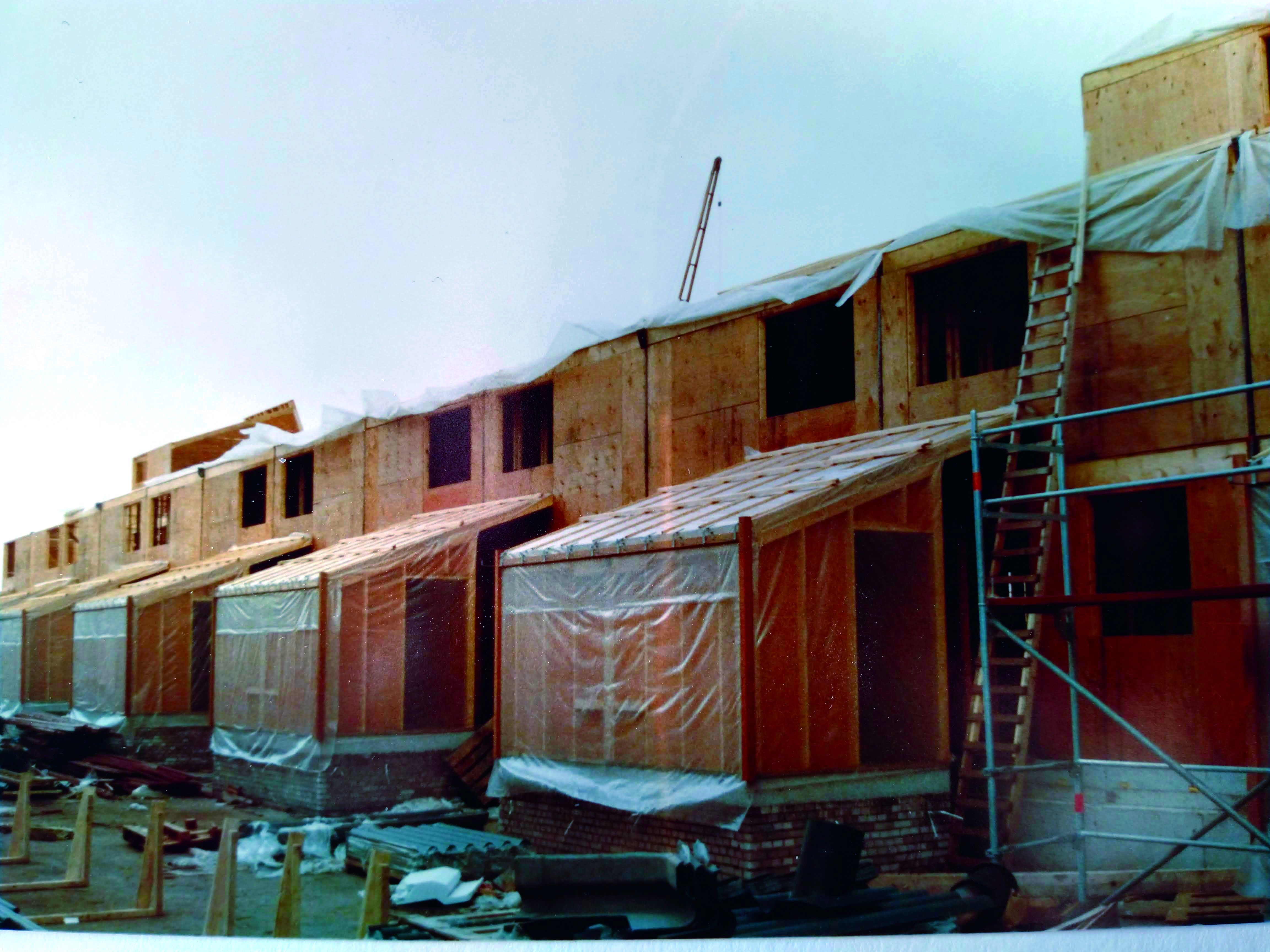
Voorgevels in aanbouw
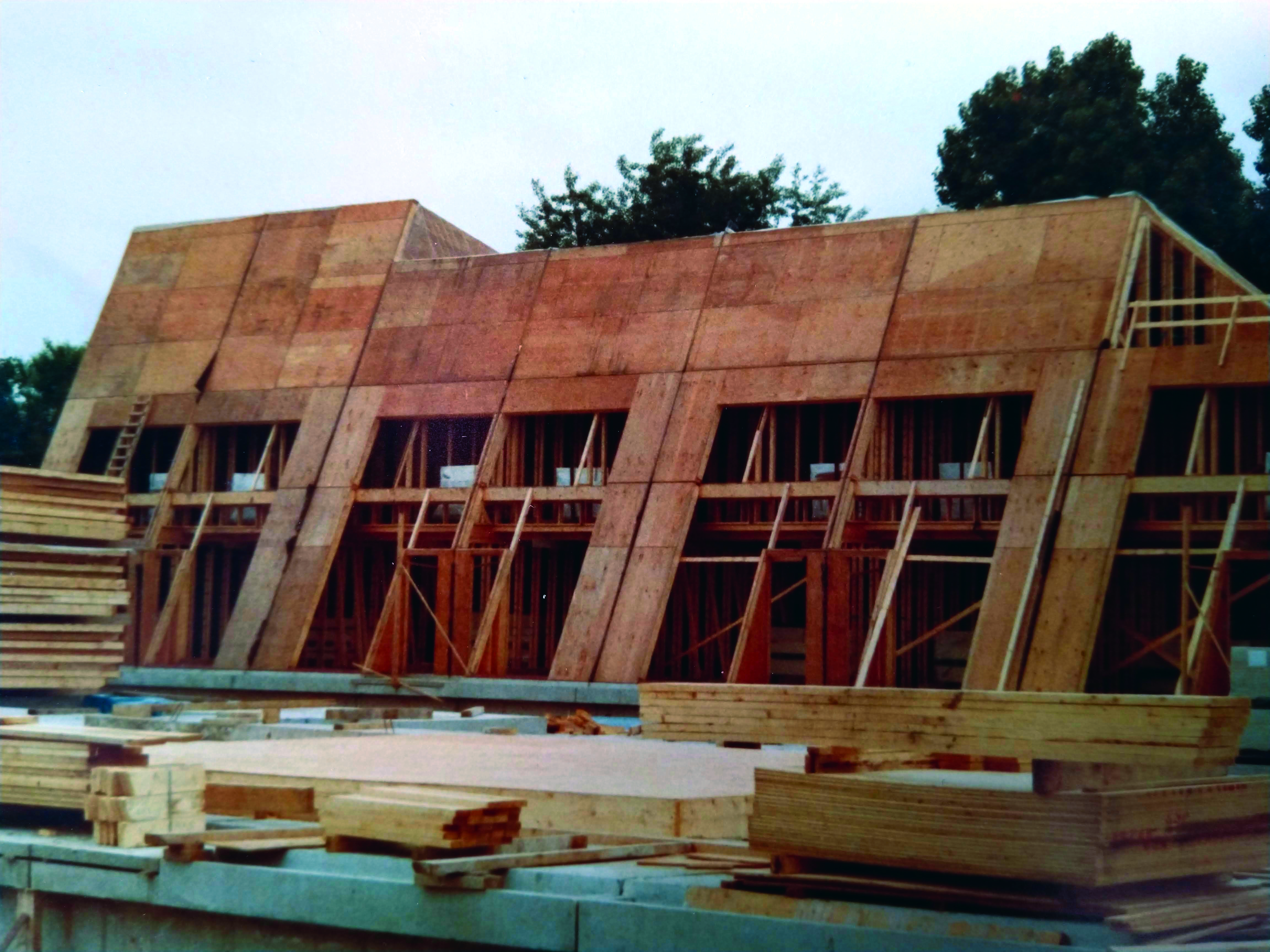
Achtergevels in aanbouw
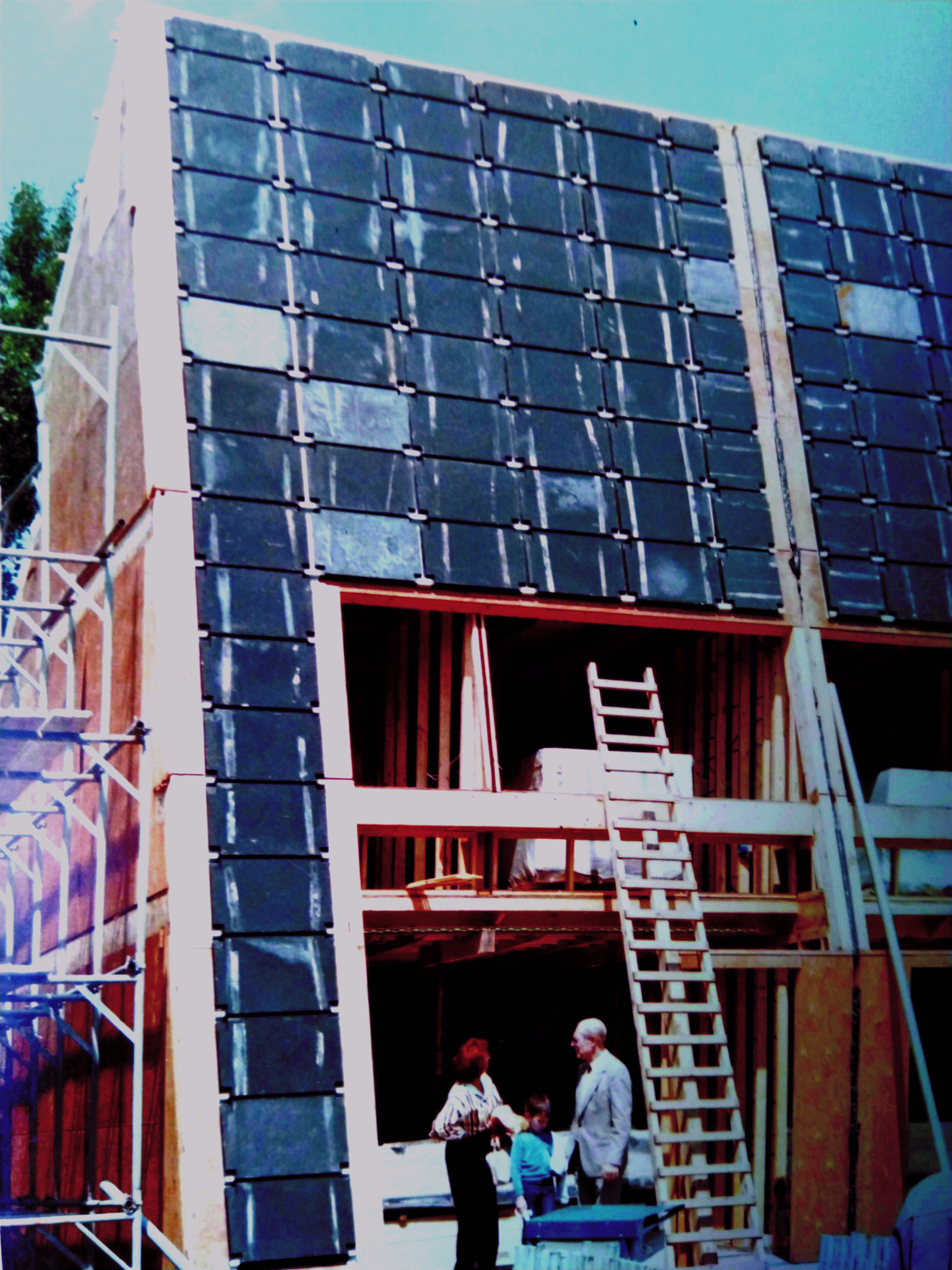
Tegels voor warmteopslag worden aangebracht